# Değirmenciuşağı
Değirmenciuşağı (türkisch für Müllerknecht) ist ein Ortsteil (Mahalle) im Landkreis Saimbeyli der türkischen Provinz Adana mit 298 Einwohnern (Stand: Ende 2024). Im Jahr 2011 zählte der Ort 383 Einwohner.